# Lijst van presidenten van Galicië
Hieronder volgt een lijst van presidenten van Galicië, een autonome gemeenschap van Spanje, sinds de herinvoering van de democratie in Spanje in 1978. Deze presidenten stonden aan het hoofd van de Xunta de Galicia, de regionale regering van Galicië.
| Afbeelding               | President                | Ambtsperiode | Partij          |
| ------------------------ | ------------------------ | ------------ | --------------- |
| Escudero Rodríguez       | Gerardo Fernández Albor  | 1981-1987    | AP              |
|                          | Fernando González Laxe   | 1987-1989    | PSdeG-PSOE      |
| Manuel Fraga             | Manuel Fraga Iribarne    | 1989-2005    | Partido Popular |
| Emilio Pérez Touriño     | Emilio Pérez Touriño     | 2005-2009    | PSdeG-PSOE      |
| Alberto Feijóo           | Alberto Núñez Feijóo     | 2009-2022    | PP              |
| Alfonso Rueda Valenzuela | Alfonso Rueda Valenzuela | 2022-heden   | PP              |